# 短路冲击电流
短路发生经过约半个周期后（当f=50Hz时，此时间约为0.01秒），短路电流（包括周期分量和直流分量）达到最大值，称为短路冲击电流。常用稳态短路电流幅值的倍数来表示，约1.8~1.9倍。